# Panamerikanische Spiele 2019/Leichtathletik – Zehnkampf der Männer

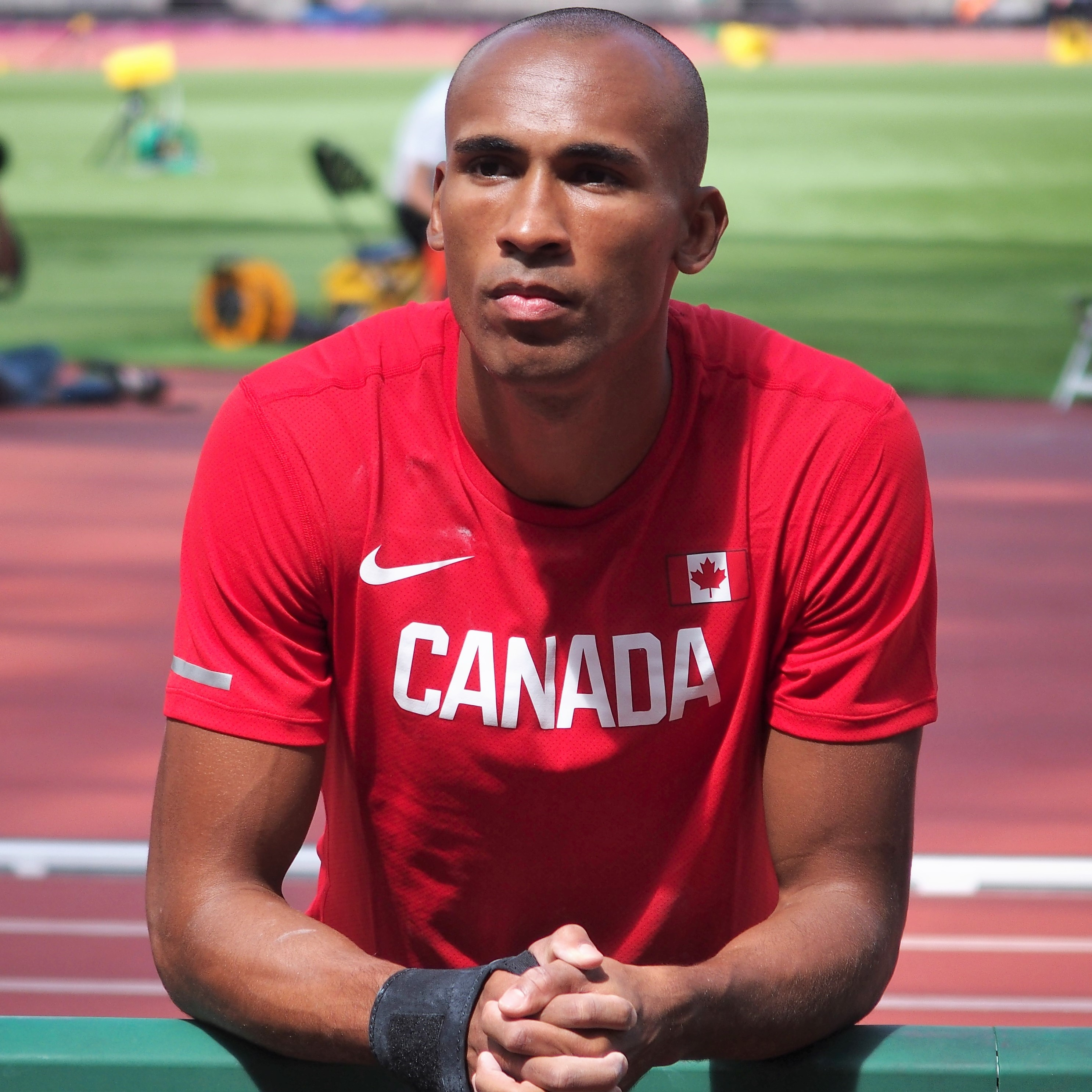
Der Sieger Damian Warner (2017)

Der Zehnkampf der Männer bei den Panamerikanischen Spielen 2019 fand am 6. und 7. August im Villa Deportiva Nacional in der peruanischen Hauptstadt Lima statt.
13 Zehnkämpfer aus neun Ländern nahmen an dem Wettbewerb teil. Die Goldmedaille gewann Damian Warner mit 8513 Punkte, Silber ging an Lindon Victor mit 8240 Punkte und die Bronzemedaille gewann Pierce LePage mit 8161 Punkte.

## Rekorde
Vor dem Wettbewerb galten folgende Rekorde:
| Weltrekord        | Kevin Mayer   | 9126 Punkte | Talence, Frankreich                        | 16. September 2018 |
| Rekord der Spiele | Damian Warner | 8659 Punkte | Panamerikanische Spiele in Toronto, Kanada | 23. Juli 2015      |

## Zeitplan
| 6. August      |           |
| 100 m          | 14:00 Uhr |
| Weitsprung     | 14:40 Uhr |
| Kugelstoßen    | 16:10 Uhr |
| Hochsprung     | 17:22 Uhr |
| 400 m          | 15:15 Uhr |
| 7. August      |           |
| 110 m Hürden   | 14:00 Uhr |
| Diskuswurf     | 14:45 Uhr |
| Stabhochsprung | 16:35 Uhr |
| Speerwurf      | 18:35 Uhr |
| 1500 m         | 19:40 Uhr |

## Ergebnisse

### 100 m
6. August 2019, 14:00 Uhr
| Platz | Athlet              | Land               | Zeit (s) | Punkte |
| ----- | ------------------- | ------------------ | -------- | ------ |
| 1     | Damian Warner       | Kanada             | 10,32    | 1018   |
| 2     | Pierce LePage       | Kanada             | 10,51    | 973    |
| 3     | Lindon Victor       | Grenada            | 10,82    | 901    |
| 4     | Geormi Jaramillo    | Venezuela          | 10,87    | 890    |
| 5     | Nathan Hite         | Vereinigte Staaten | 10,96 PB | 870    |
| 6     | Ken Mullings        | Bahamas            | 11,09    | 841    |
| 7     | Gerson Izaguirre    | Venezuela          | 11,21 PB | 814    |
| 8     | Jefferson Santos    | Brasilien          | 11,25    | 806    |
| 9     | Briander Rivero     | Kuba               | 11,32    | 791    |
| 10    | Leonel Suárez       | Kuba               | 11,38 PB | 778    |
| 11    | Kurt Felix          | Grenada            | 11,40    | 774    |
| 12    | Andy Preciado       | Ecuador            | 11,42 PB | 769    |
| 13    | José Gregorio Lemos | Kolumbien          | 11,58    | 736    |

### Weitsprung
6. August 2019, 14:40 Uhr
| Platz | Athlet              | 1. Versuch | 2. Versuch | 3. Versuch | Weite (m) | Punkte |
| ----- | ------------------- | ---------- | ---------- | ---------- | --------- | ------ |
| 1     | Damian Warner       | 7,50       | 7,74       | x          | 7,74 SB   | 995    |
| 2     | Pierce LePage       | 7,35       | 7,53       | 7,64       | 7,64      | 970    |
| 3     | Lindon Victor       | 7,05       | 7,39       | 7,02       | 7,39      | 908    |
| 4     | Gerson Izaguirre    | 7,29       | 7,06       | x          | 7,29 =SB  | 883    |
| 5     | Geormi Jaramillo    | 7,18       | x          | 6,89       | 7,18      | 857    |
| 6     | Ken Mullings        | 7,07       | 6,52       | 6,96       | 7,07 SB   | 830    |
| 7     | Jefferson Santos    | 6,93       | 7,05       | 6,98       | 7,05      | 826    |
| 8     | Briander Rivero     | 6,94       | x          | 6,97       | 6,97      | 807    |
| 9     | Leonel Suárez       | 6,73       | 6,79       | 6,89       | 6,89      | 788    |
| 10    | Nathan Hite         | 6,69       | 6,82       | 6,85       | 6,85      | 778    |
| 11    | Andy Preciado       | x          | 6,84       | x          | 6,84      | 776    |
| 12    | José Gregorio Lemos | 6,48       | 6,45       | 6,24       | 6,48      | 693    |
|       | Kurt Felix          | x          | –          | –          | NM        | 0      |

| Platz | Athlet         | Punkte |
| ----- | -------------- | ------ |
| 1     | Warner         | 2013   |
| 2     | LePage         | 1943   |
| 3     | Victor         | 1809   |
| 4     | Jaramillo      | 1747   |
| 5     | Izaguirre      | 1697   |
| 6     | Mullings       | 1671   |
| 7     | Hite           | 1648   |
| 8     | Santos         | 1632   |
| 9     | Rivero         | 1598   |
| 10    | Suárez         | 1566   |
| 11    | Preciado       | 1545   |
| 12    | Gregorio Lemos | 1429   |
|       | Felix          | 774    |

### Kugelstoßen
6. August 2019, 16:10 Uhr
| Platz | Athlet              | 1. Versuch | 2. Versuch | 3. Versuch | Weite (m) | Punkte |
| ----- | ------------------- | ---------- | ---------- | ---------- | --------- | ------ |
| 1     | José Gregorio Lemos | 14,50      | 15,84      | 16,36      | 16,36     | 873    |
| 2     | Geormi Jaramillo    | 15,37      | 15,84      | x          | 15,84     | 841    |
| 3     | Lindon Victor       | 15,04      | x          | x          | 15,04     | 792    |
| 4     | Damian Warner       | 14,65      | 15,01      | 14,38      | 15,01     | 790    |
| 5     | Jefferson Santos    | 14,44      | 14,00      | 13,97      | 14,44     | 755    |
| 6     | Pierce LePage       | 13,86      | x          | 14,35      | 14,35 SB  | 750    |
| 7     | Leonel Suárez       | 13,19      | 13,90      | 14,08      | 14,08 SB  | 733    |
| 7     | Andy Preciado       | 14,08      | 13,05      | x          | 14,08     | 733    |
| 9     | Nathan Hite         | 13,20      | 13,06      | 13,72      | 13,72     | 711    |
| 10    | Briander Rivero     | 13,26      | 12,46      | 13,18      | 13,26     | 683    |
| 11    | Ken Mullings        | 12,42      | 12,64      | 12,86      | 12,86     | 659    |
| 12    | Gerson Izaguirre    | 11,87      | 11,65      | 12,28      | 12,28     | 623    |
|       | Kurt Felix          | x          | –          | –          | NM        | 0      |

| Platz | Athlet         | Punkte |
| ----- | -------------- | ------ |
| 1     | Warner         | 2803   |
| 2     | LePage         | 2693   |
| 3     | Victor         | 2601   |
| 4     | Jaramillo      | 2588   |
| 5     | Santos         | 2387   |
| 6     | Hite           | 2359   |
| 7     | Mullings       | 2330   |
| 8     | Izaguirre      | 2320   |
| 9     | Gregorio Lemos | 2302   |
| 10    | Suárez         | 2299   |
| 11    | Rivero         | 2281   |
| 12    | Preciado       | 2278   |
|       | Felix          | 774    |

### Hochsprung
6. August 2019, 17:22 Uhr
| Platz | Athlet              | 1,70 1,91 | 1,73 1,94 | 1,76 1,97 | 1,79 2,00 | 1,82 2,03 | 1,85 2,06 | 1,88 2,09 | Höhe (m) | Punkte |
| ----- | ------------------- | --------- | --------- | --------- | --------- | --------- | --------- | --------- | -------- | ------ |
| 1     | Andy Preciado       | – ox      | –         | – o       | –         | – xo      | –         | – xxx     | 2,03     | 831    |
| 1     | Ken Mullings        | – o       | –         | – xxo     | – xo      | – xo      | – xxx     | –         | 2,03     | 831    |
| 3     | Pierce LePage       | –         | –         | –         | – o       | – r       | –         | –         | 2,00     | 803    |
| 3     | Lindon Victor       | – o       | – xxo     | – o       | – o       | – xxx     | –         | o         | 2,00     | 803    |
| 5     | Jefferson Santos    | –         | – xxo     | – o       | – xxx     | o         | –         | o         | 1,97     | 776    |
| 5     | Briander Rivero     | – xxo     | – o       | – o       | – xxx     | –         | xo        | o         | 1,97     | 776    |
| 5     | Damian Warner       | – xo      | – o       | – xo      | – xxx     | –         | –         | –         | 1,97     | 776    |
| 5     | Leonel Suárez       | – xo      | – xxo     | – xxx     | –         | –         | o         | –         | 1,97     | 776    |
| 9     | Gerson Izaguirre    | – o       | – xxo     | – xxx     | xo        | –         | o         | o         | 1,94     | 749    |
| 10    | José Gregorio Lemos | – xxx     | –         | –         | xo        | –         | xo        | xxo       | 1,88     | 696    |
| 11    | Geormi Jaramillo    | –         | –         | o         | xo        | o         | x         | xxx       | 1,97     | 776    |
| 12    | Nathan Hite         | –         | –         | –         | o         | o         | xo        | xxx       | 1,97     | 776    |
|       | Kurt Felix          |           |           |           |           |           |           |           | NM       | 0      |

| Platz | Athlet         | Punkte |
| ----- | -------------- | ------ |
| 1     | Warner         | 3579   |
| 2     | LePage         | 3496   |
| 3     | Victor         | 3404   |
| 4     | Jaramillo      | 3258   |
| 5     | Santos         | 3163   |
| 6     | Mullings       | 3161   |
| 7     | Preciado       | 3109   |
| 8     | Suárez         | 3075   |
| 9     | Izaguirre      | 3069   |
| 10    | Rivero         | 3057   |
| 11    | Hite           | 3029   |
| 12    | Gregorio Lemos | 2998   |
|       | Felix          | 774    |

### 400 m
6. August 2019, 19:33 Uhr
| Platz | Athlet              | Zeit (s) | Punkte |
| ----- | ------------------- | -------- | ------ |
| 1     | Pierce LePage       | 47,74 SB | 922    |
| 2     | Damian Warner       | 47,77    | 920    |
| 3     | Nathan Hite         | 48,74    | 874    |
| 4     | Geormi Jaramillo    | 48,91 SB | 866    |
| 5     | Lindon Victor       | 49,28    | 848    |
| 6     | Briander Rivero     | 50,26 SB | 803    |
| 7     | Gerson Izaguirre    | 50,78    | 779    |
| 8     | Leonel Suárez       | 50,79    | 779    |
| 9     | Ken Mullings        | 50,88 SB | 774    |
| 10    | Jefferson Santos    | 51,01 SB | 769    |
| 11    | José Gregorio Lemos | 52,70    | 694    |
|       | Andy Preciado       | DNF      | 0      |
|       | Kurt Felix          | DNS      |        |

| Platz | Athlet         | Punkte |
| ----- | -------------- | ------ |
| 1     | Warner         | 4499   |
| 2     | LePage         | 4418   |
| 3     | Victor         | 4252   |
| 4     | Jaramillo      | 4124   |
| 5     | Mullings       | 3935   |
| 6     | Santos         | 3932   |
| 7     | Hite           | 3903   |
| 8     | Rivero         | 3860   |
| 9     | Suárez         | 3854   |
| 10    | Izaguirre      | 3848   |
| 11    | Gregorio Lemos | 3692   |
|       | Preciado       | 3109   |

### 110 m Hürden
7. August 2019, 14:00 Uhr
| Platz | Athlet              | Zeit (s) | Punkte |
| ----- | ------------------- | -------- | ------ |
| 1     | Damian Warner       | 13,68    | 1016   |
| 2     | Pierce LePage       | 14,15    | 955    |
| 3     | Geormi Jaramillo    | 14,27    | 940    |
| 4     | Ken Mullings        | 14,42    | 921    |
| 5     | Gerson Izaguirre    | 14,54    | 906    |
| 6     | Briander Rivero     | 14,66    | 891    |
| 7     | Leonel Suárez       | 14,81 SB | 873    |
| 8     | José Gregorio Lemos | 15,00    | 850    |
| 9     | Lindon Victor       | 15,01    | 848    |
| 10    | Nathan Hite         | 15,04    | 845    |
| 11    | Jefferson Santos    | 15,37    | 805    |
|       | Andy Preciado       | DNS      |        |

| Platz | Athlet         | Punkte |
| ----- | -------------- | ------ |
| 1     | Warner         | 5515   |
| 2     | LePage         | 5373   |
| 3     | Victor         | 5100   |
| 4     | Jaramillo      | 5064   |
| 5     | Mullings       | 4856   |
| 6     | Izaguirre      | 4754   |
| 7     | Rivero         | 4751   |
| 8     | Hite           | 4748   |
| 9     | Santos         | 4737   |
| 10    | Suárez         | 4727   |
| 11    | Gregorio Lemos | 4542   |
|       | Preciado       | 3109   |

### Diskuswurf
7. August 2019, 14:45 Uhr
| Platz | Athlet              | 1. Versuch | 2. Versuch | 3. Versuch | Weite (m) | Punkte |
| ----- | ------------------- | ---------- | ---------- | ---------- | --------- | ------ |
| 1     | Lindon Victor       | x          | x          | 50,83      | 50,83     | 888    |
| 2     | Damian Warner       | 48,82      | 46,65      | 45,81      | 48,82 SB  | 846    |
| 2     | José Gregorio Lemos | 48,82      | x          | x          | 48,82 SB  | 846    |
| 4     | Geormi Jaramillo    | 45,36      | 44,60      | 43,45      | 45,36     | 774    |
| 5     | Leonel Suárez       | 41,39      | 43,25      | x          | 43,25     | 731    |
| 6     | Jefferson Santos    | 42,51      | 42,95      | x          | 42,95     | 725    |
| 7     | Ken Mullings        | 40,15      | x          | 41,25      | 41,25 SB  | 690    |
| 8     | Briander Rivero     | x          | 41,05      | x          | 41,05     | 686    |
| 9     | Gerson Izaguirre    | 40,40      | 39,33      | 38,40      | 40,40 SB  | 673    |
| 10    | Nathan Hite         | 39,47      | x          | 34,06      | 39,47     | 654    |
| 11    | Pierce LePage       | 33,46      | 38,85      | 36,39      | 38,85     | 641    |
|       | Andy Preciado       |            |            |            | DNS       |        |

| Platz | Athlet         | Punkte |
| ----- | -------------- | ------ |
| 1     | Warner         | 6361   |
| 2     | LePage         | 6014   |
| 3     | Victor         | 5988   |
| 4     | Jaramillo      | 5838   |
| 5     | Mullings       | 5546   |
| 6     | Santos         | 5462   |
| 7     | Suárez         | 5458   |
| 8     | Rivero         | 5437   |
| 9     | Izaguirre      | 5427   |
| 10    | Hite           | 5402   |
| 11    | Gregorio Lemos | 5388   |

### Stabhochsprung
7. August 2019, 16:35 Uhr
| Platz | Athlet              | 3,60 4,50 | 3,70 4,60 | 3,80 4,70 | 3,90 4,80 | 4,00 4,90 | 4,10 5,00 | 4,20 5,10 | 4,30 5,20 | 4,40 | Höhe (m) | Punkte |
| ----- | ------------------- | --------- | --------- | --------- | --------- | --------- | --------- | --------- | --------- | ---- | -------- | ------ |
| 1     | Pierce LePage       | – o       | –         | – xo      | –         | – o       | – xo      | – xo      | – xxx     | –    | 5,10     | 941    |
| 2     | Lindon Victor       | – o       | – o       | –         | – o       | – xo      | – xo      | – xxx     | –         | o    | 4,90 =PB | 880    |
| 3     | Gerson Izaguirre    | – o       | – xxo     | – xxx     | –         | –         | –         | –         | o         | –    | 4,60 PB  | 790    |
| 4     | Leonel Suárez       | – o       | – xxx     | –         | –         | –         | –         | –         | o         | o    | 4,50     | 760    |
| 4     | Nathan Hite         | – xo      | – xxx     | –         | –         | –         | –         | o         | o         | xo   | 4,50     | 760    |
| 6     | Geormi Jaramillo    | – xxx     | –         | –         | –         | –         | –         | –         | o         | o    | 4,40 =SB | 731    |
| 6     | Damian Warner       | –         | – xxx     | –         | –         | –         | –         | –         | –         | o    | 4,40     | 731    |
| 6     | Ken Mullings        | o xxx     | –         | xo        | –         | xo        | o         | xo        | o         | o    | 4,40 PB  | 731    |
| 9     | José Gregorio Lemos | –         | –         | o         | –         | xo        | xo        | o         | xxx       |      | 4,20 =PB | 673    |
| 9     | Jefferson Santos    | –         | –         | –         | –         | –         | –         | xo        | –         | xxx  | 4,20 =SB | 673    |
| 11    | Briander Rivero     | –         | –         | –         | xo        | o         | xo        | xxx       |           |      | 4,10     | 645    |

| Platz | Athlet         | Punkte |
| ----- | -------------- | ------ |
| 1     | Warner         | 7092   |
| 2     | LePage         | 6955   |
| 3     | Victor         | 6868   |
| 4     | Jaramillo      | 6569   |
| 5     | Mullings       | 6277   |
| 6     | Suárez         | 6218   |
| 7     | Izaguirre      | 6217   |
| 8     | Hite           | 6162   |
| 9     | Santos         | 6135   |
| 10    | Rivero         | 6082   |
| 11    | Gregorio Lemos | 6061   |

### Speerwurf
7. August 2019, 18:35 Uhr
| Platz | Athlet              | 1. Versuch | 2. Versuch | 3. Versuch | Weite (m) | Punkte |
| ----- | ------------------- | ---------- | ---------- | ---------- | --------- | ------ |
| 1     | Leonel Suárez       | 66,45      | 67,60      | 69,15      | 69,15     | 876    |
| 2     | José Gregorio Lemos | 62,69      | 64,23      | 59,21      | 64,23     | 802    |
| 3     | Lindon Victor       | 57,24      | 55,26      | 62,26      | 62,26     | 772    |
| 4     | Geormi Jaramillo    | 59,86      | 56,02      | 55,30      | 59,86 SB  | 736    |
| 5     | Damian Warner       | 56,34      | 59,48      | x          | 59,48     | 730    |
| 6     | Ken Mullings        | 51,11      | 57,18      | 54,55      | 57,18 SB  | 696    |
| 7     | Pierce LePage       | 51,31      | 52,13      | 54,57      | 54,57     | 656    |
| 8     | Gerson Izaguirre    | 47,33      | 51,74      | 54,23      | 54,23     | 651    |
| 9     | Jefferson Santos    | 51,49      | 49,19      | 51,85      | 51,85     | 616    |
| 10    | Nathan Hite         | 46,35      | 51,64      | 49,03      | 51,64     | 613    |
| 11    | Briander Rivero     | 50,72      | x          | 45,53      | 50,72     | 599    |

| Platz | Athlet         | Punkte |
| ----- | -------------- | ------ |
| 1     | Warner         | 7822   |
| 2     | Victor         | 7640   |
| 3     | LePage         | 7611   |
| 4     | Jaramillo      | 7305   |
| 5     | Suárez         | 7094   |
| 6     | Mullings       | 6973   |
| 7     | Izaguirre      | 6868   |
| 8     | Gregorio Lemos | 6863   |
| 9     | Hite           | 6775   |
| 10    | Santos         | 6751   |
| 11    | Rivero         | 6681   |

### 1500 m
7. August 2019, 19:40 Uhr
| Platz | Athlet              | Zeit (min) | Punkte |
| ----- | ------------------- | ---------- | ------ |
| 1     | Leonel Suárez       | 4:36,16    | 705    |
| 2     | Damian Warner       | 4:38,31    | 691    |
| 3     | Nathan Hite         | 4:50,81    | 614    |
| 4     | Geormi Jaramillo    | 4:51,77 SB | 608    |
| 5     | Lindon Victor       | 4:53,15 SB | 600    |
| 6     | Jefferson Santos    | 4:58,96    | 566    |
| 7     | Briander Rivero     | 5:00,24    | 558    |
| 8     | Pierce LePage       | 5:01,67    | 550    |
| 9     | Gerson Izaguirre    | 5:02,21    | 547    |
| 10    | José Gregorio Lemos | 5:02,53 SB | 545    |
| 11    | Ken Mullings        | 5:02,79    | 544    |

| Platz | Athlet         | Punkte |
| ----- | -------------- | ------ |
| 1     | Warner         | 8513   |
| 2     | Victor         | 8240   |
| 3     | LePage         | 8161   |
| 4     | Jaramillo      | 7913   |
| 5     | Suárez         | 7799   |
| 6     | Mullings       | 7517   |
| 7     | Izaguirre      | 7415   |
| 8     | Gregorio Lemos | 7408   |
| 9     | Hite           | 7389   |
| 10    | Santos         | 7317   |
| 11    | Rivero         | 7239   |

## Endplatzierungen
| Platz | Athlet              | Land               | Punkte  |
| ----- | ------------------- | ------------------ | ------- |
|       | Damian Warner       | Kanada             | 8513    |
|       | Lindon Victor       | Grenada            | 8240    |
|       | Pierce Lepage       | Kanada             | 7913    |
| 4     | Georni Jaramillo    | Venezuela          | 7913 SB |
| 5     | Leonel Suárez       | Kuba               | 7799    |
| 6     | Ken Mullings        | Bahamas            | 7517 PB |
| 7     | Gerson Izaguirre    | Venezuela          | 7415    |
| 8     | José Gregorio Lemos | Kolumbien          | 7408    |
| 9     | Nathan Hite         | Vereinigte Staaten | 7389    |
| 10    | Jefferson Santos    | Brasilien          | 7317    |
| 11    | Briander Rivero     | Kuba               | 7239    |
|       | Andy Preciado       | Ecuador            | DNF     |
|       | Kurt Felix          | Grenada            | DNF     |